# Anton Gordonoff
Anton "Toni(o)" Gordonoff (3 février 1893 en Russie – 29 décembre 1966) est un toxicologue et pharmacologue suisse d'origine russe.

## Jeunesse et études
Gordonoff a étudié la pharmacie à l'université de Berne et à l'université de Nancy ; il est diplômé en 1921. En 1926, il a obtenu son habilitation à l'Université de Berne. Plus tard, il a été nommé par l'université de Berne comme professeur de pharmacologie et de toxicologie. Il a dirigé le Département de Pharmacologie de la même université, et était un membre de la Commission suisse pour la science et la médecine et de l'Association suisse pour l'électroencéphalographie.

## Carrière
En tant qu'expert scientifique principal de la défense de Maria Popescu, il a effectué en 1953, avec Georges Brunschvig, une deuxième révision juridique de l'affaire Popescu. Il examinait, entre autres, l'accusation d'empoisonnement par Véronal, et a détecté, en analysant la documentation des accusations qui ont conduit en 1945 à la condamnation douteuse de Mme Popescu, une confusion grave avec le Quadronox. Quand Gordonoff a accusé ouvertement le professeur responsable de l'accusation, François Naville, d'incompétence, le procureur Cornu et le président du tribunal Cougnard parlèrent confusément d'« erreurs inévitables ». Par la suite, ils ont présenté leurs excuses à Mme Popescu.